# Tschudnite mostowe

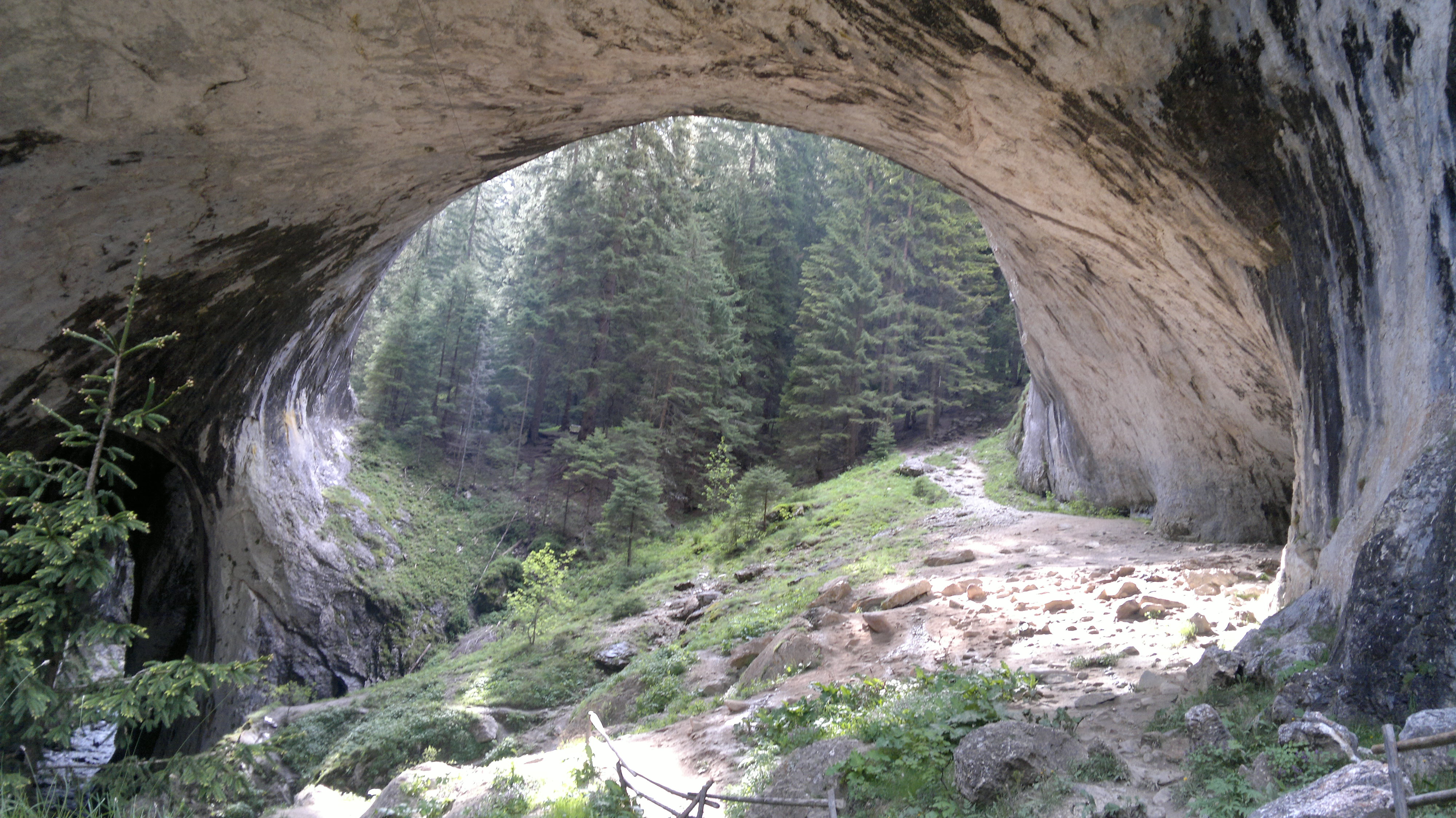
Chudnite Mostove in den Rhodopen

Die Tschudnite mostowe (bulgarisch Чудните мостове ‚Wunderbare Brücken‘) sind eine natürliche Felsformation im Süden Bulgariens, auf dem Territorium der Gemeinde Tschepelare in der Provinz Smoljan. Seit 1949 gilt sie als offizielles Naturdenkmal und die Gegend als Schutzgebiet.

## Geographische Merkmale
Das Naturphänomen Tschudnite Mostowe liegt auf einer Höhe von 1.450 Metern, am Fuße des Gipfels Goljam Persenk (2.091 m). Es ist der Name für eine Reihe natürlicher Bögen in den Rhodopen, einem Karstberg voller tiefer Flussschluchten, Dolinen und großer Höhlen. Im Register der Schutzgebiete in Bulgarien sind sie als Schutzgebiet und Naturdenkmal eingetragen.
Die größte Brücke und die einzige, die für Touristen freigegeben ist, ist etwa 15 Meter breit und 96 Meter lang. Sie besteht aus drei Bögen, von denen der größte 45 Meter hoch und 40 Meter breit ist. Der Fluss fließt unter dem mittleren Bogen. Unter der Marmordecke befinden sich zahlreiche Vogelnester. Ein weiterer kleinerer Bogen befindet sich 300 m flussabwärts in unzugänglichem Gelände. Er ist 60 Meter lang und befindet sich in einer Höhe von 50 Metern über dem Boden. Eine weitere dritte Brücke beherbergt eine abgrundtiefe Höhle, in der der Fluss verschwindet und 3 km weiter wieder an die Oberfläche dringt. Rund um die Steinbrücken befindet sich ein alter Nadelwald, der hauptsächlich aus Fichten besteht.
Die Brücken wurden durch die Abtragung des einst großen Flusses Erkjuprija geschaffen, der Marmorspalten in tiefe Wasserhöhlen verwandelte. Später, vermutlich aufgrund des Erdbebens, brachen die dünnen Decken der Höhlen zusammen und hinterließen diese natürlichen Formationen.
Das Naturdenkmal befindet sich in einem Karsttal im Berggebiet Černatice. Da sich die Brücken in einem seismisch aktiven Gebiet befinden, ist davon auszugehen, dass ein Erdbeben zur Erosion beigetragen hat und herabgestürztes Gestein vom Fluss weggetragen wurde. Anhand der Höhlenform wäre jedoch auch eine Entstehung durch Salzplume denkbar.

## Tourismus
Die Tschudnite Mostowe sind eine der bekanntesten Touristenattraktionen in den Rhodopen. Sie sind als Nummer 85 der 100 nationalen Touristenattraktionen Bulgariens aufgeführt. Jedoch schreiben immer wieder Touristen verbotenerweise ihre Namen mit Holzkohle an die Wände. Naturliebhaber reinigen die Inschriften und die Stadt verhängt Geldstrafen, aber solche Formen von Vandalismus tauchen immer wieder auf.
In der Nähe gibt es zahlreiche Höhlen, die jedoch aufgrund der fehlenden Beleuchtung und Sicherheitsmaßnahmen nicht für touristische Besichtigungen geeignet sind.

## Bildergalerie

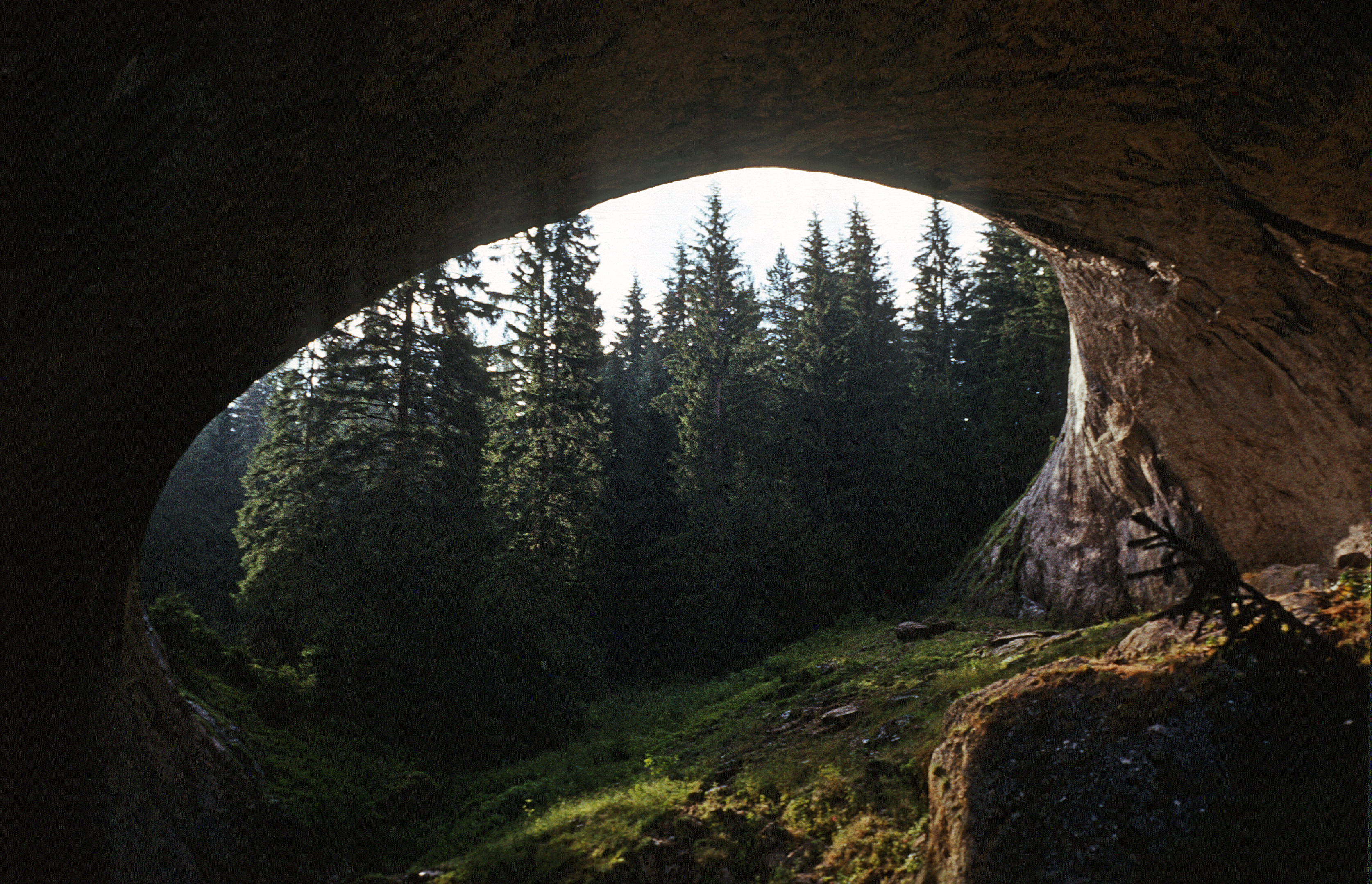
Bulgarien um 1970; die Wundersamen Brücken (Tschudnite Mostowe) in den Rhodopen
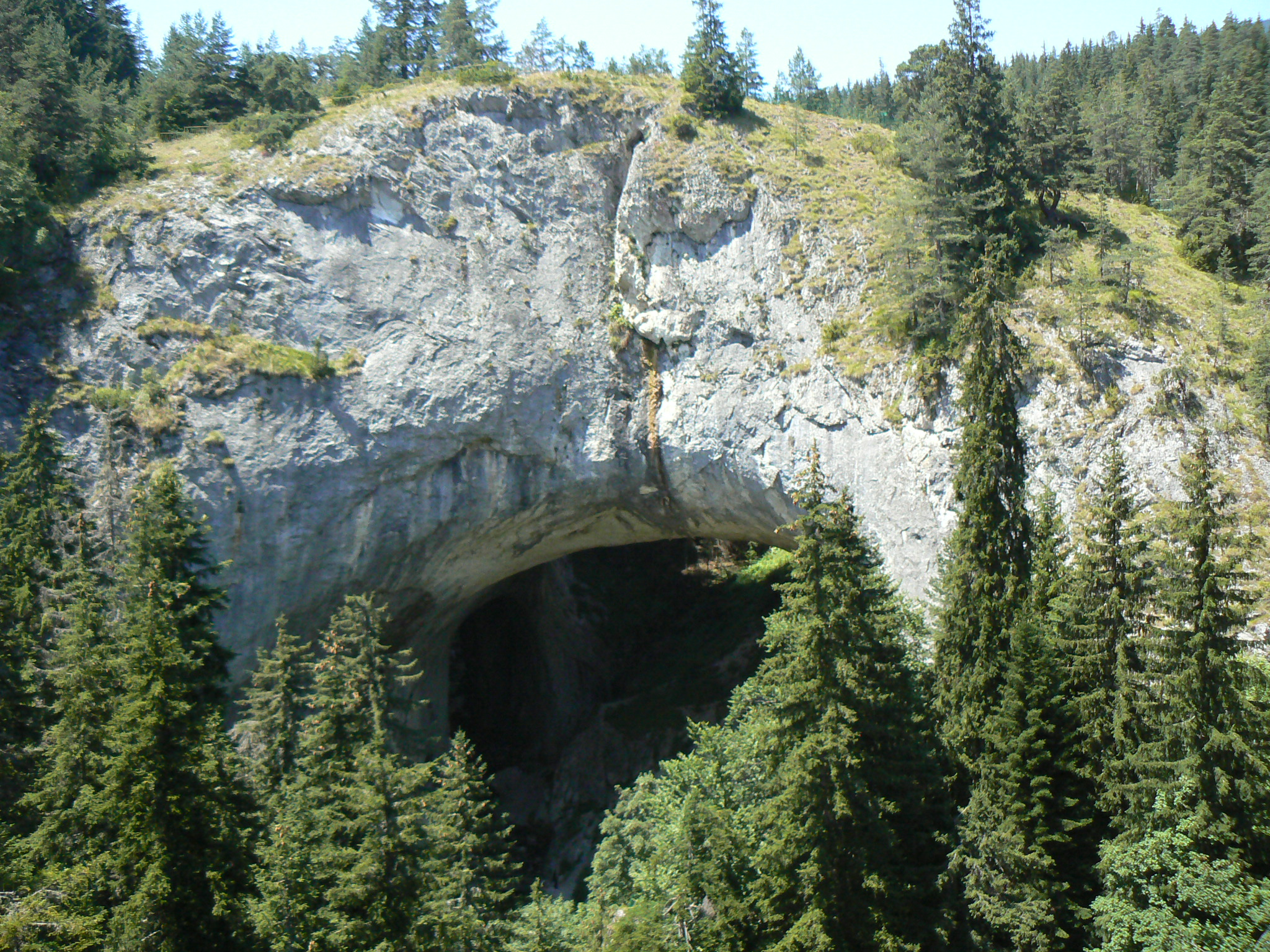
Naturphänomen „Wunderbare Brücken“ in den Rhodopen, Blick auf die große Brücke
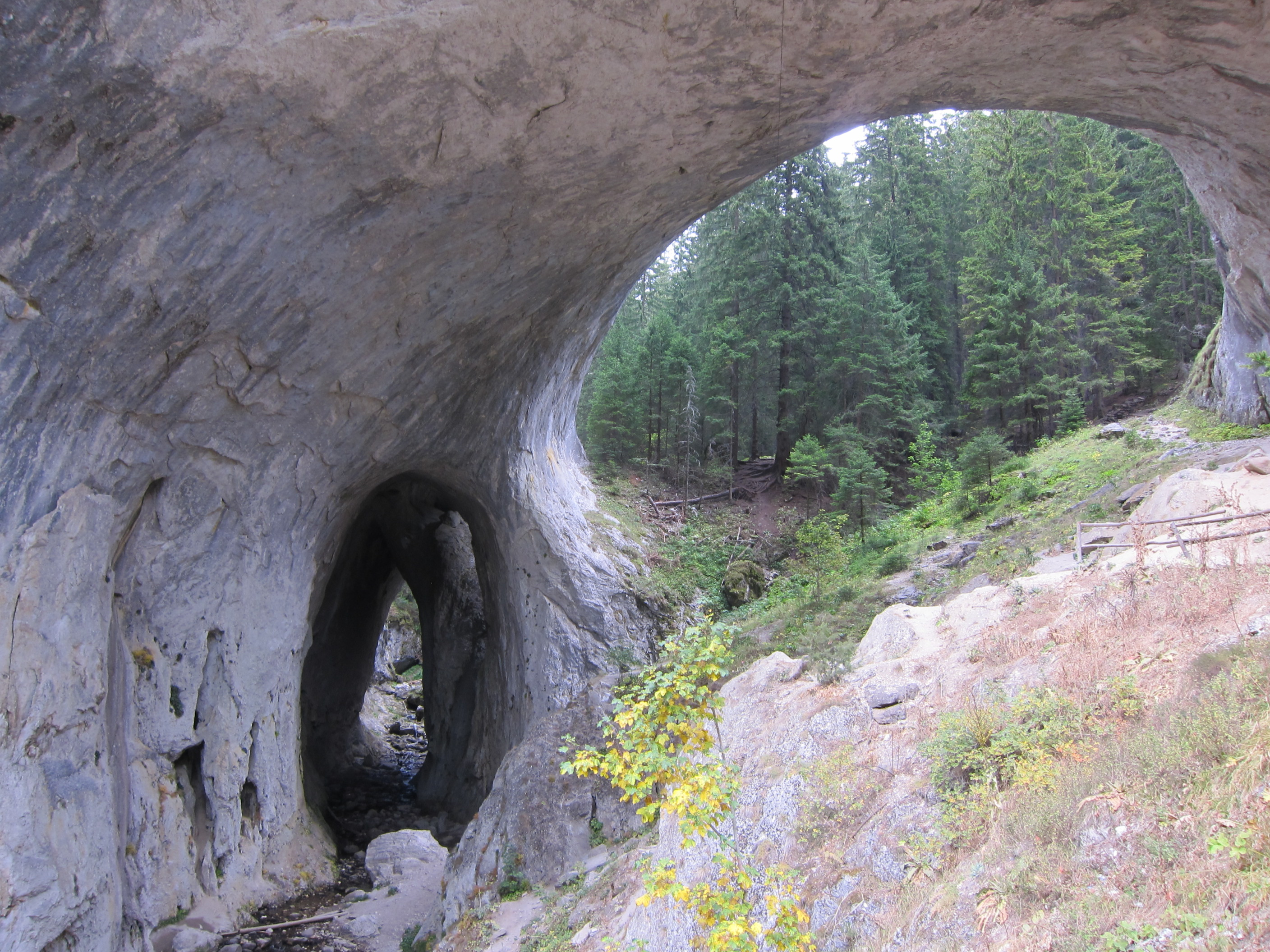
„Wunderbare Brücken“ nahe Tschepelare, Bulgarien
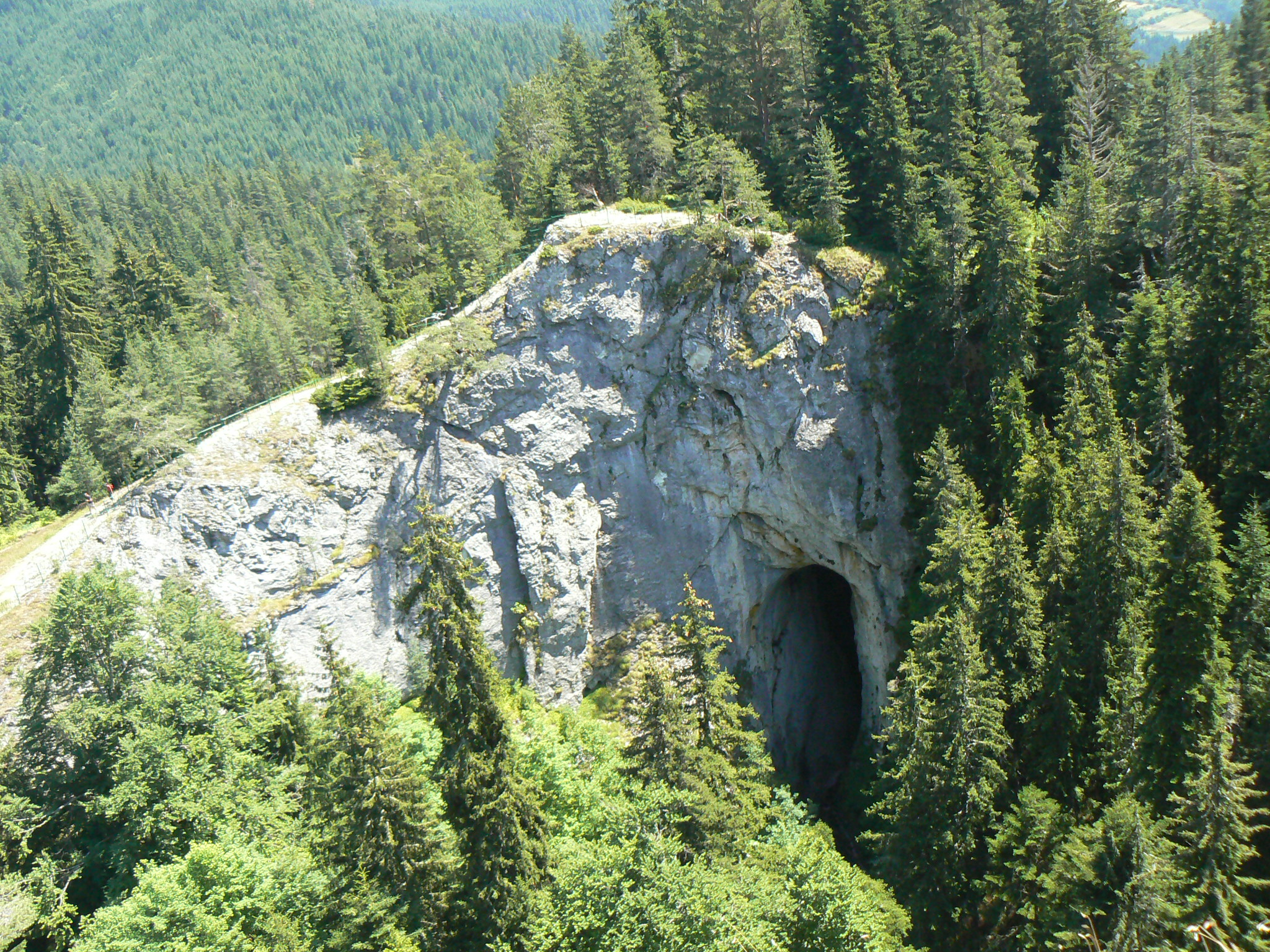
Naturphänomen „Wunderbare Brücken“ in den Rhodopen, Blick auf die kleine Brücke